# 云盖国家森林
云盖国家森林，前身为加勒比国家森林，是一座位于波多黎各东北部的国家森林。它是美国国家森林中唯一一座热带雨林。